# Johnny Galecki
John Mark „Johnny“ Galecki (* 30. dubna 1975 Bree, Belgie) je americký televizní a filmový herec a hudebník. Známý je zejména rolí v sitcomu Teorie velkého třesku jako Leonard Hofstadter. Objevil se také v roli Davida Healyho v sitcomu Roseanne.

## Životopis
Galecki se narodil v Belgii americkým rodičům polského, irského a italského původu. Jeho matka, Mary Lou, pracuje jako hypotéční konzultantka a jeho otec, Richard Galecki, byl členem Letectva Spojených států pracující na základně v Belgii. Ve třech letech se s rodiči přestěhoval do města Oak Park ve státu Illinois.
Johnny chodil se dvěma svými budoucími kolegyněmi z TVT, které byly i jeho seriálovými partnerkami. V mládí chodil s herečkou Sarou Gilbertovou, představitelkou Leslie Winkleová. Rozešli se poté, co si ujasnila svou lesbickou sexuální orientaci. V letech 2007 až 2009 chodil s představitelkou Penny Kaley Cuoco a v letech 2012 až 2014 s další herečkou, Kelli Garner.

## Kariéra
Galecki se objevil v malých rolích v několika seriálech, např. v sitcomu Jmenuju se Earl. Objevil se také v komedii Hancock po boku Willa Smitha. Do povědomí diváků se však dostal hlavně rolí fyzika Leonarda Hofstadtera v sitcomu Teorie velkého třesku a v roli Davida Healyho v sitcomu Roseanne, také ve filmu Vyměřený čas (In Time), nebo ve třetím pokračování Kruhu.